# Shin-Ei Animation
Shin-Ei Animation Co., Ltd (яп. シンエイ動画株式会社 Синъэй до:га кабусики-гайся) — японская аниме-студия, основанная в 1976 году в Токио и принадлежащая TV Asahi. Основана в 1976 году, преемница A Production, предыдущей компании, также основанной Дайкитиро Кусубэ, бывшим аниматором на студии Toei Animation.
Shin-Ei известна как студия, стоящая за двумя хитовыми сериалами: Doraemon и Crayon Shin-chan, выходящими на японском телевидении до сих пор с 1979 и 1992 годов соответственно.

## История
A Production (A Pro) была создана в 1965 году Дайкитиро Кусубэ. В ней работали Хаяо Миядзаки и Исао Такахата. Студия занималось созданием таких сериалов совместно с Tokyo Movie, как Lupin III.
В сентябре 1976 года компания была реорганизована и получила название «Shin-Ei Animation», которое, по словам основателя Дайкитиро Кусубэ, происходит от «Shin A» (яп. 新A син эй), сокращения от «Shinsei A Pro» (яп. 新生Aプロ синсэй эй пуро), буквально означающего «Новая A Production» (яп. 新しいAプロダクション атараси эй пуродокусён). В новом логотипе буква А была сделана персонажем-маскотом. Его дизайн был создан Дайкитиро Кусубэ, и персонаж получил имя «Эй-тян» (яп. エーちゃん Э-тян).
С этого времени студия часто работала по подряду на Nippon Animation или Group TAC. Но позже стала известна адаптацией манги Фудзико Фудзио. В основном создает сериалы, но также занимается и переработкой их в полнометражные фильмы, особенно на праздники.
В 2008 году компания была приобретена TV Asahi. В апреле 2017 года SynergySP стала подразделением Shin-Ei Animation.

## Работы
- «Дораэмон» (1979-н. в.)
- Kaibutsu-kun (1980-82)
- Ninja Hattori-kun (1981-87)
- Game Center Arashi (1982)
- Fukuchan (1982-84)
- Perman (1983-87)
- Oyoneko Boonyan (1984)
- Pro Golfer Saru (1985-88)
- Obake no Q-Taro (1985-87)
- Esper Mami (1987-89)
- Ultra B (1987-89)
- Tsurupika Hagemaru (1987-89)
- New Pro Golfer Saru (1988)
- Billy Ken (1988-89)
- Oishinbo (1988-92)
- Obotchama-kun (1989-92)
- Billy Ken Nandemo Shokai (1989)
- Warau Salesman (1989-92)
- Chinpui (1989-91)
- Gatapishi (1990-91)
- Fujio Fujiko A’s Mumako (1990)
- 808 Cho Hyori Kewaishi (1990)
- Dororonpa! (1991)
- 21-Emon (1991-92)
- Crayon Shin-chan (1992-н. в.)
- Sasurai-kun (1992)
- Manmaru the Ninja Penguin (1997-98)
- Yoshimoto Muchikko Monogatari (1998)
- Weekly Storyland (1999—2001)
- Gekidō! Rekishi wo Kaeru Otoko-tachi Anime Shizuoka-ken-shi (2000)
- Haré+Guu (2001)
- Atashin’chi (2002-09)
- Gokyoudai Monogatari (2009-10)
- Stitch! ~Zutto Saikō no Tomodachi~ (2010)
- Area no Kishi (2012)
- My Neighbor Seki (2014)
- Hachinan tte, Sore wa Nai deshou! (2020)
- Mashiro no Oto (2021)